# Jóhann Hjartarson
Jóhann Hjartarson (Reykjavik, 8 febbraio 1963) è uno scacchista e avvocato islandese.
Nel 1985 diventò il terzo Grande Maestro islandese.

## Principali risultati
Vinse sei volte il Campionato islandese (1980, 1984, 1994, 1995, 1997, 2016) e due volte il Campionato nordico (1997 e 2007).
Dal 1980 al 2006 partecipò a dieci olimpiadi degli scacchi con la nazionale islandese, ottenendo 62 punti su 113 partite (54,9%).
Nel 1987 fu pari primo con Valerij Salov nel torneo interzonale di Szirák; nel torneo dei candidati dell'anno successivo sconfisse Viktor Korčnoj, ma perse nei quarti di finale contro Anatolij Karpov. Partecipò ai campionati del mondo FIDE del 1998 e 2004.
Altri risultati di torneo: pari primo nell'open di Reykjavík del 1984 e 1986; pari primo nel World Open di Filadelfia nel 1991. Nel 2002 vinse la Coppa europea di scacchi per club con la squadra del club Bayern Munich. Nella Coppa del Mondo del 2017 venne eliminato nel primo turno da David Navara.
Negli ultimi anni '90 intraprese una carriera di avvocato e da allora partecipa saltuariamente alle competizioni scacchistiche. Dal 1998 è consulente e segretario della società biofarmaceutica islandese "deCODE genetics", una sussidiaria della multinazionale di biotecnologia statunitense Amgen.
Nella lista FIDE del gennaio 1989 era all'11º posto della graduatoria mondiale.. Raggiunse il massimo rating FIDE in gennaio 2003, con 2640 punti Elo.